# فرانك شانون
فرانك شانون (بالإنجليزية: Frank Shannon)‏ هو كاتب سيناريو وممثل أمريكي، ولد في 27 يوليو 1874 في جمهورية أيرلندا، وتوفي في 1 فبراير 1959 بهوليوود في الولايات المتحدة.

## وصلات خارجية
- فرانك شانون على موقع IMDb (الإنجليزية)
- فرانك شانون على موقع ألو سيني (الفرنسية)
- فرانك شانون على موقع أول موفي (الإنجليزية)
- فرانك شانون على موقع قاعدة بيانات برودواي على الإنترنت (الإنجليزية)
- فرانك شانون على موقع قاعدة بيانات الأفلام السويدية (السويدية)
- فرانك شانون على موقع قاعدة بيانات الفيلم (الإنجليزية)
- فرانك شانون على موقع كينوبويسك (الروسية)